# Kurt Rapf
Kurt Rudolf Rapf (* 15. Februar 1922 in Wien; † 9. März 2007 ebenda) war ein österreichischer Komponist und Dirigent.

## Leben
Kurt Rapf entstammte einer Wiener Musikerfamilie, sein Vater war der Musiker Rudolf Rapf. Kurt studierte in den Jahren von 1936 bis 1942 an der Universität Wien Dirigieren bei Leopold Reichwein sowie an der Universität für Musik und darstellende Kunst Wien Orgel bei Franz Schütz und Klavier bei Bruno Seidlhofer. Die Reifeprüfung in Orgel, Klavier und Dirigieren sowie den Studienabschluss in Komposition legte er im Jahr 1942 ebenda ab.
Nach seinem Studium war er in der Spielzeit 1948/1949 als Assistent von Hans Knappertsbusch zunächst am Opernhaus Zürich engagiert. Von 1949 bis 1953 war er Professor an der Wiener Musikhochschule. Anschließend war er bis 1960 Musikdirektor der Stadt Innsbruck und damit auch Chefdirigent des Tiroler Symphonieorchesters. Ab 1960 arbeitete Rapf als freischaffender Dirigent, Organist, Komponist und Klavierbegleiter. 1968 übernahm er am Konservatorium der Stadt Wien eine Klasse „Repertoirestudium“ für Sänger und Instrumentalisten.
Rapf gründete kurz nach Ende des Zweiten Weltkrieges das Collegium Musicum Wien, das er bis 1956 leitete, im Jahr 1986 gründete er das Kammerorchester Wiener Sinfonietta, welches er bis zum Jahr 2007 leitete. Er war von 1970 bis 1987 Leiter des Musikreferates im Kulturamt der Stadt Wien und von 1970 bis 1983 Präsident des Österreichischen Komponistenbundes. Als Dirigent war er auf zahlreichen Auslandstourneen.
Kurt Rapf wurde am Ober Sankt Veiter Friedhof in einem ehrenhalber gewidmeten Grab bestattet.

## Auszeichnungen und Ehrungen
- 1970: Professorentitel[1][2]
- 1981: Outstanding Composition Award beim Yamaha-Festival, Tokio
- 1982: Österreichisches Ehrenkreuz für Wissenschaft und Kunst Erster Klasse
- 1988: Preis der Stadt Wien für Wissenschaft und Kultur[5]
- 1992: Goldenes Ehrenzeichen für Verdienste um die Stadt Wien
- 2002: Großes Ehrenzeichen für Verdienste um die Republik Österreich[6]

## Werke (Auswahl)
Als Komponist schuf er über 150 Werke, darunter eine Oper, zwei Oratorien, vier Symphonien, zahlreiche Orchesterwerke, Vokal-, Orgel- und Kammermusik.

### Ensemblemusik
- Sonate für Violoncello und Klavier (1960)[7]
- Musik für sieben Instrumente (1965)[7]
- Vier Impressionen für neun Spieler (1966)[7]
- Zwei Stücke für Violoncello (Viola) und Klavier (1967)[7]
- Quintett für Harfe, Flöte, Oboe, Klarinette und Fagott (1968)[7]
- Reflets de l’air – Trio für Blockflöte, Perkussion und Cembalo (1969)[7]
- Visions – Quartett für zwei Violinen, Viola und Violoncello (1973)[7]
- Adagio con variazioni – (Ottorino Respighi), Bearbeitung für Duo mit Orgel und Violoncello (1975)[7]
- Streichtrio – für Violine, Viola und Violoncello (1975)[7]
- Drei Skizzen – Duo für Klarinette und Klavier (1977)[7]
- Kleine Suite – für Klavier zu vier Händen (1977)[7]
- Vier Herbstlieder – Duo für Klavier solo und Solostimme Mezzosopran (1978)[7]
- Canto amabile – Duo für Klavier und Violoncello (1978)[7]
- Exclamatio – Duo für Oboe und Klavier (1979)[7]
- Hommage à Maria Theresia – Quintett für zwei Violinen, zwei Violen und Violoncello (1980)[7]
- Capricen – (Niccolò Paganini), Bearbeitung für Duo mit Klavier und Violine (1980/1981)[7]
- Szücsiana – Quintett für Kontrabass, Violoncello, Viola und Violine, jeweils mit Klavierbegleitung (1982)[7]
- Bilder einer Ausstellung – (Modest Mussorgskij), Bearbeitung für Duo mit Perkussion und Orgel (1982)[7]
- Les Préludes – (Franz Liszt), Bearbeitung für Duo mit Perkussion und Orgel (1983)[7]
- Inflammatio – für drei Trompeten, drei Posaunen, zwei Perkussionen, Pauke und Orgel (1984)[7]
- Berceuse et Final – aus „Feuervogel“ (Igor Strawinsky), Bearbeitung für Trio mit zwei Perkussionen und Orgel (1986)[7]
- musik mal 5 – Sextett für zwei Violinen, Klavier, Viola, Violoncello und Kontrabass (1987)[7]
- Concerto a cinque – Quintett für Flöte, Trompete, Posaune, Perkussion und Klavier (1990)[7]
- Zwei geistliche Lieder aus dem „Spanischen Liederbuch“ – (Hugo Wolf), Bearbeitung für Orgel und Streicher mit Solostimme Sopran (1991)[7]
- Mariae Wiegenlied – (Max Reger), Bearbeitung für Orgel und Streicher mit Solostimme Sopran (1991)[7]
- Streichquintett F-Dur – (Anton Bruckner), Chorische Fassung (1992)[7]
- Adagio g-moll – (Tommaso Albinoni), Bearbeitung für Violine solo (1993)[7]
- Concerto grosso d-moll – (Antonio Vivaldi), Bearbeitung ohne Cembalo (1993)[7]
- Polonaise und Badinerie aus der 2. Orchestersuite – (Johann Sebastian Bach), Bearbeitung für Duo mit Flöte und Orgel (1993)[7]
- Military March No. 1 aus „Pomp and Circumstances“ – (Edward Elgar), Bearbeitung für Quartett mit drei Perkussionen und Orgel (1995)[7]
- Schwarz auf Weiß – Konzert für zwei Klaviere (1995)[7]
- Festliche Musik (Hommage à Anton Bruckner) – Oktett für drei Posaunen, zwei Hörner, zwei Trompeten und Orgel (1995)[7]
- Valse triste – Trio für Piccoloflöte, Harfe und Celesta (1996)[7]
- Ouverture zur Oper „Tannhäuser“ – (Richard Wagner), Bearbeitung für Quartett mit drei Perkussionen und Orgel (1996)[7]

### Solomusik
- Die sieben Freuden Mariae – Partita für Orgel (1960)[7]
- Präludium und Doppelfuge – für Orgel solo (1965)[7]
- Rhapfodie – Scherzo für Orgel solo (1967)[7]
- Erste Suite – für Orgel solo (1967)[7]
- Aphorismen – für Orgel solo (1968)[7]
- Toccata, Adagio und Finale – für Orgel solo (1972)[7]
- Hommage à Schönberg – für Klavier solo (1974)[7]
- Hymnus – für Orgel solo (1975)[7]
- Parentalis – für Orgel solo (1976)[7]
- Gloriosa – für Orgel solo (1977)[7]
- Concerto per il Cembalo – für Cembalo solo (1978)[7]
- Fünf Betrachtungen – für Orgel solo (1979)[7]
- Fuga trinitatis – für Orgel solo (1980/1990)[7]
- Ciacona e Fughetta – für Orgel solo (1981)[7]
- Petits-fours – für Marimba solo (1982)[7]
- Menuet und Clair de lune – aus „Suite bergamasque“ (Claude Debussy), Bearbeitung für Orgel solo (1983)[7]
- Pastorale – für Orgel solo (1984)[7]
- Choralvariationen über „Christ ist erstanden“ – für Orgel solo (1985)[7]
- Hochzeitsmarsch – (Felix Mendelssohn Bartholdy), Bearbeitung für Orgel solo (1986)[7]
- Montagues et Capulets – aus „Romeo und Julia“ (Sergei Sergejewitsch Prokofjew), Bearbeitung für Orgel solo (1987)[7]
- Pièce en forme de Habanera – (Maurice Ravel), Bearbeitung für Orgel solo (1988)[7]
- Tortues, L’Eléphant, Le Cygne – aus „Carneval der Tiere“ (Camille Saint-Saëns), Bearbeitung für Orgel solo (1989)[7]
- Hummelflug – (Nikolaj Rimsky-Korsakoff), Bearbeitung Orgel solo (1990)[7]
- Regen – Lied für Klavier solo und Solostimme Mezzosopran nach Texten von Paul Verlaine (1991)[7]
- O Venezia, Stadt der Träume – Liederzyklus für Klavier solo und Solostimme Sopran (1993/1995)[7]

### Vokalmusik
- Kantate „Orfeo“ – (Giovanni Battista Pergolesi), Bearbeitung für Streicher und Solostimme (1966)[7]
- 71. Psalm – in lateinischer Sprache für Chor, Orgel, Schlagzeug und Tonband (1970)[7]
- Passio aeterna – Oratorium nach Texten der Heiligen Schrift unter Verwendung des Buches „Pfarrerblock 25 487“ (1979)[7]
- Und ihr werdet meine Zeugen sein – Rattenberger Pfingstoratorium nach Worten der Heiligen Schrift (1987)[7]
- Magnificat – für gemischten Chor und Solostimme Sopran (1989)[7]
- Advent-Kantate – für gemischten Chor, Orgelpositiv und Streicher (1989)[7]
- Nun jauchzt dem Herrn alle Welt – Liedkantate für gemischten Chor, Perkussion und Orgel (1995)[7]
- Der Einsame – für gemischten Chor und Klavier nach Texten von Wilhelm Busch (1995)[7]